# ACM Transactions on Mathematical Software
ACM Transactions on Mathematical Software (TOMS) es una publicación científica trimestral cuyo objetivo es divulgar los últimos descubrimientos en el campo de las aplicaciones computacionales numéricas, simbólicas, algebraicas y geométricas. Ha sido publicada desde marzo de 1975 por la Association for Computing Machinery.
La propuesta fue inicialmente establecida por su editor fundador, el Profesor John Rice.